# Pasja ravan
Pasja ravan (1020 m) je hrib v Polhograjskem hribovju. Njen vrh je raven.
S 1029 metri je bila najvišji vrh Polhograjskega hribovja oz. dolomitov. Sredi 70. let je njen vrh zravnala Jugoslovanska ljudska armada, ki je tam postavila raketno bazo. Omenjeni poseg je Pasjo ravan postavil na drugo mesto. Najvišji vrh v tem hribovju je sedaj Tošč (1021 m). Novo višino so v Atlasu Slovenije objavili šele leta 2005.
Ostanki podzemnih skladišč in prezračevalnih sistemov so vidni še danes. Leta 2013 so tam postavili vremenski radar.

## Dostopi
Možni dostopi na vrh so iz Poljanske doline, iz Črnega Vrha in iz vasi Prelesje pri Lučinah. Na sam vrh pa vodi tudi utrjena makadamska cesta.

## Naravne značilnosti
Pred 15 milijoni leti je bila Pasja ravan del miocenskega ravnika in tesneje povezana z Blegošem, Starim vrhom, Lubnikom in Toščem. Konec 60. let je biolog dr. Anton Polenec na vrhu Pasje ravni in ob poti preučeval pajke. Ugotavljal je njihovo povezanost z življem v višinskih bukovih gozdovih na Ratitovcu, Blegošu in Starem vrhu. Na Pasjo ravan se je povzpel iz Poljanske doline po grapi bujno obraščenega potoka Sópot (domačini so ga imenovali Sovpat), v kateri so takrat kuhali oglje. Njegove ugotovitve so kazale veliko naravnih podobnosti z osrednjimi vrhovi Loškega pogorja. Domačini so hrib imenovali Pasja rován.

## Cankarjev bataljon
Boji na Pasji ravni in Bukovem vrhu med Nemci in partizani so potekali med 25. in 27. decembrom 1941, kasneje se je Cankarjev bataljon pomaknil proti Dražgošam. V spomin na te dogodke vsako leto priredijo pohod Po poti Cankarjevega bataljona s Pasje ravni v Dražgoše. V zadnjih letih pohodniki štartajo s Črnega vrha.

## Vrh kot vojaška točka z omejenim dostopom
Za razliko od Krima v preteklosti (relejna postaja za zveze) in Ljubljanskega vrha obisk vrha Pasje ravni od sredine 70. let ni bil uradno prepovedan. Krim je bil pomembnejši in zaprt že v 60. letih. 
Pasja ravan je služila je kot rezervni položaj za protiletalsko zaščito prestolnice pred napadom iz Italije, kot pomožno izstrelišče raket S-125 Neva, kakršno je bilo tudi na Medvedjem Brdu, na katerem so podzemne garaže mnogo bolj ohranjene. Sovjetski mobilni protiletalski raketni sistem S-125 Neva je namenjen prestrezanju nižje in srednje visokih ciljev, v uporabi je še danes. Z njim je bil sestreljen nevidni lovec med napadom NATA na ZR Jugoslavijo leta 1999.
Na Pasji ravni in Medvedjem Brdu so danes vidni ostanki položajev za raketne lansirne rampe, prostori za spremljajoča vozila, položaj za mobilni radar, vkopi za tovornjake z raketami in pa podzemne garaže za vozilo komandnega položaja za vodenje raket in velike električne agregate s 400 kW moči. Posledice gradnje so na Pasji ravni najbolj vidne. Z buldožerji so znižali in poravnali vrh skalnatega hriba za potrebo gradnje objektov.
Razstavljeni sistem je kolona vlačilcev in tovornjakov v primeru orožnih vaj iz vojašnice v ljubljanskih Mostah prepeljala prek Polhovega Gradca in Črnega Vrha na Pasjo ravan. Sistem so nekajkrat prevažali in aktivirali v osemdesetih letih, ta čas je bila v Polhovem Gradcu bencinska črpalka za tovornjake.
Čeprav dostop dejansko ni bil onemogočen z ograjo, so markacisti prestavili planinske skrinjice z žigi k bližnjim kmetijam, da bi se izognili zapletom. Območje je bilo zastraženo samo med gradnjo in vajami. Podzemne garaže so bile med odsotnostjo vojske zaklenjene, kmetje so nemoteno delali. Planinski vestniki so omejitev dostopa zamolčali.
Vojska od leta 1988 terena ni več uporabljala.

## Vremenski radar
Radar na Pasji ravni stoji na tromeji občin Dobrova - Polhov Gradec, Gorenja vas - Poljane in Škofja Loka. Povod za njegovo postavitev je bila povodenj v Železnikih leta 2007. Zgrajen je bil jeseni leta 2013.
Začel je delovati 16. maja 2014 s slovesnim odprtjem, na katerem so bili prisotni minister za kmetijstvo in okolje Dejan Židan, generalni direktor Arsa Joško Knez, župan občine Dobrova - Polhov Gradec, Franc Setnikar in župan občine Gorenja vas – Poljane, Milan Čadež.
Radarski sistem na Pasji ravni je postavljen na 20  visok kovinski stolp. Meritve potekajo vsakih 10 minut, z vrečo se anteno med elevacijami 0,5–30 stopinj, pri emer se radarski izmerki po optični povezavi prenašajo do procesnega centra na Arsu v Ljubljani, kjer se podatke obdela, objavi in arhivira. Tam so v radarskem omrežnem centru posodobili opremo in pridobili novo.
Z radarjem na Lisci pokriva območje celotne Slovenije. Med sabo sta oddaljena približno 80 km, tako lahko 80 odstotkov ozemlja Slovenije merita do 1 km nad reliefom, 10 odstotkov od 1 do 2 km nad reliefom in preostanek med 2 in 3 km. Skupaj učinkoviteje spremljata intenziteto in premikanje padavinskih pojavov, zahod države je bil z Lisce namreč zaradi razgibanosti terena in omejenega dosega slabše pokrit. Sta sinhron par, imata identično krmilno in procesno opremo, po sevalnih karakteristikah sta identična. Ker se njuni območji prekrivata, izpad enega od njiju ni več kritičen. Pridobljeni podatki so ključnega pomena pri zelo kratkoročnem napovedovanju izjemnih vremenskih dogodkov, ki jih spremlja velika količina padavin, ki običajno privede do poplav.
Leta 1984 so na Lisci vzpostavili delno avtomatizirani sistem z dosegom meritev 200 km s katerim so poskušali napovedovati točo vendar so ga zaradi neuspešnosti leta 1997 ukinili in zato je radar začel spremljati padavinske sisteme za splošne namene. Zastarel konvencionalni radar je bil kasneje nadomeščen z novejšim in kvalitetnejšim Dopplerjevim.
Radarja sta del mreže SIRAD, ki je vključena v evropsko omrežje v EuRAD, sestavljeno iz več kot 150 vremenskih radarjev, ki jih upravljajo nacionalne meteorološke službe.
Gradnja novega, 2,5 milijona evrov vrednega radarja, je del Arsovega projekta "Nadgradnja sistema za spremljanje in analiziranje stanja vodnega okolja v Sloveniji" (ki je del Operativnega programa Evropske unije za razvoj okoljske in prometne infrastrukture v obdobju 2007-2013), imenovan BOBER (Boljše Opazovanje za Boljše Ekološke Rešitve, trajanje 2009-2015, vrednost 33 milijonov evrov), financiran iz Kohezijskega sklada Evropske unije v 85 odstotnem deležu, ostalo je plačala Slovenija. Projekt BOBER je tudi posodobil in nadgradil celotno vremensko radarsko omrežje, posodobil je vse ključne komponente radarja na Lisci (anteno, oddajnik in sprejemnik).
Cilj projekta je bil zmanjšati škodljivo delovanje voda, napovedovanje suše, boljše možnosti za razvoj posameznih gospodarskih panog, kot so kmetijstvo, živilska industrija, energetika in promet ter vzpostaviti trajnostni razvoj vodnega okolja na ravni celotne države in glede na podatke o njegovem stanju učinkovito ščititi in gospodariti z vodo, ki je strateška dobrina države.

### Nadzor objekta
Objekt je varovan z videokamerami. Ključ vrat ograjenega kompleksa hrani Robert Oblak iz Šentjošta.

### Tehnične lastnosti radarja
- Tip: Dopplerjev polarimetrični

- Valovna dolžina: 5 cm

- Širina snopa: 1 st

- Dolžina impulza: 300 m

- Frekvenca impulzov: 1000 Hz

- Razdalje med impulzi: 300 km

- Moč v impulzu: 300 kW

- Povprečna moč sevanja: 300 W

- Operativni doseg: 250 km

Vir